# Jogos Olímpicos de Verão de 1996
Jogos Olímpicos de Verão de 1996 (em inglês: 1996 Summer Olympic Games), oficialmente conhecidos como os Jogos da XXVI Olimpíada, foram os Jogos realizados em Atlanta, capital do estado de Geórgia, nos Estados Unidos, entre 19 de julho e 4 de agosto de 1996. Marcaram os 100 anos dos Jogos Olímpicos da Era Moderna, sendo abertos pelo presidente dos Estados Unidos Bill Clinton. Os então 197 Comitês Olímpicos Nacionais filiados ao Comitê Olímpico Internacional enviaram suas delegações, num total de 10 318 atletas, sendo 3 512 deles mulheres, competindo em 30 esportes.
A comunidade olímpica internacional acreditava ser direito de Atenas, uma das candidatas e berço tanto dos Jogos da antiguidade quanto da Era Moderna, de sediar os Jogos no seu centenário. Entretanto, os delegados do Comitê Olímpico Internacional, na 96.ª Sessão da entidade em 18 de setembro de 1990, em Tóquio, elegeram Atlanta como sede com 51 votos, contra 35 da cidade grega.
A escolha provocou protestos e acusações de suborno aos membros do COI foram inclusive veiculadas, sem provas. Além disso, os Jogos de Atlanta, que se esperava serem perfeitos pelos vultosos recursos investidos em sua organização, apresentaram vários percalços, como um inesperado problema nos transportes que ocasionou grandes engarrafamentos pela cidade no período de disputas, dificultando a locomoção entre os locais de competição, o calor intenso durante as apresentações e o mais grave deles, um atentado cometido com a explosão de uma bomba no Centennial Olympic Park, que resultou na morte de duas pessoas e ferimentos em outras 111.
Em seu discurso de encerramento, o então presidente do COI, Juan Antonio Samaranch, referiu-se aos Jogos recém-terminados com um "Bom trabalho, Atlanta" ao invés do costumeiro "Estes foram os melhores Jogos da história", usado até então.

## Processo de eleição
A campanha de Atlanta para sediar os Jogos de Verão começou em 1987 e, a princípio, a cidade era considerada "zebra", já que nos últimos 16 anos, os Estados Unidos haviam sediado os Jogos Olímpicos de Inverno de 1980 em Lake Placid e os Jogos Olímpicos de Verão de 1984 em Los Angeles, e a campanha de Salt Lake City para sediar os Jogos Olímpicos de Inverno de 1998 recém havia começado. As principais rivais eram Toronto, cuja campanha começou em 1986 e estava bem cotada, pois o Canadá conseguiu ter um sucesso sem precedentes na realização das Olimpíadas de Inverno de Calgary em 1988 e na realização da Universíada de Verão de 1983 em Edmonton e estava se preparando para sediar os Jogos da Commonwealth de 1994, em Victoria; além do lobby pesado de Melbourne, na Austrália, que sediou os Jogos Olímpicos de Verão de 1956. Todavia, Atenas era a considerada grande favorita pelo lado sentimental, já que esta edição seria a comemorativa do 100º aniversário da primeira edição dos Jogos Olímpicos da Era Moderna realizados na própria Atenas, em 1896.

### Candidatura
Em 1987, Billy Payne, um advogado de Atlanta e ex-jogador de futebol americano, teve a ideia de indicar sua cidade para sediar os Jogos Olímpicos de Verão de 1996. O plano de Payne foi imediatamente aprovado pelo então prefeito de Atlanta, Andrew Young, que começou a procurar diversas empresas locais e enviou a proposta para o Comitê Olímpico dos Estados Unidos (USOC), apresentando a tradicional hospitalidade do sul dos Estados Unidos, juntamente do imenso patrimônio cultural, além da figura de Martin Luther King. A comissão também quis promover a imagem da cidade, demonstrando o papel geopolítico da cidade no mundo, já que grandes empresas globais como a Coca-Cola, Turner Broadcast System e a Delta Airlines tinham suas sedes na cidade. Um dos grandes apelos foi também o das facilidades da logística, pois, à época, o Aeroporto Internacional Hartsfield-Jackson era o mais movimentado do mundo, e a quantidade de eventos internacionais realizados no Georgia World Congress Center, que também se posicionava como o maior do mundo à época. Quanto ao financiamento, a cidade usaria o mesmo modelo aplicado nos Jogos Olímpicos de Verão de 1984 em Los Angeles.
Em 29 de abril de 1988, Atlanta foi escolhida como a candidata dos Estados Unidos para os Jogos Olímpicos de Verão de 1996, em Washington. Na última rodada, a cidade derrotou a candidatura conjunta da Região Metropolitana de Minneapolis-Saint Paul. Em setembro de 1988, o comitê de postulação enviou uma delegação de observadores aos Jogos Olímpicos de Seul, sob o comando de Young e Payne, para que a delegação tivesse contato com os organizadores sul-coreanos. Já na fase de postulação, esta comissão teve de lidar com vários problemas graves. O primeiro foi a entrada de Atenas no processo, pois eram os Jogos do Centenário. As primeiras críticas vieram também da opinião pública americana, sob o argumento de que se fazia pouco tempo que uma cidade americana havia sediado os jogos (12 anos). Críticas também vieram por parte de diversos atletas, pois a cidade não tinha tradição desportiva suficiente para se arriscar em um evento deste porte. Com interesses de calar os críticos, os membros do Comitê de Postulação estreitaram as suas relações com o COI. Além de ser o prefeito, a figura de Young era respeitada no mundo, pois ele havia sido o braço direito de Martin Luther King durante o movimento dos direitos civis, e já havia sido o embaixador dos Estados Unidos na ONU durante o governo de Jimmy Carter.

### A eleição
| Resultados da eleição da cidade-sede dos Jogos da XXVI Olimpíada | Resultados da eleição da cidade-sede dos Jogos da XXVI Olimpíada | Resultados da eleição da cidade-sede dos Jogos da XXVI Olimpíada | Resultados da eleição da cidade-sede dos Jogos da XXVI Olimpíada | Resultados da eleição da cidade-sede dos Jogos da XXVI Olimpíada | Resultados da eleição da cidade-sede dos Jogos da XXVI Olimpíada | Resultados da eleição da cidade-sede dos Jogos da XXVI Olimpíada |
| ---------------------------------------------------------------- | ---------------------------------------------------------------- | ---------------------------------------------------------------- | ---------------------------------------------------------------- | ---------------------------------------------------------------- | ---------------------------------------------------------------- | ---------------------------------------------------------------- |
| Cidade                                                           | CON                                                              | 1ª rodada                                                        | 2ª rodada                                                        | 3ª rodada                                                        | 4ª rodada                                                        | 5ª rodada                                                        |
| Atlanta                                                          | Estados Unidos                                                   | 19                                                               | 20                                                               | 26                                                               | 34                                                               | 51                                                               |
| Atenas                                                           | Grécia                                                           | 23                                                               | 23                                                               | 26                                                               | 30                                                               | 35                                                               |
| Toronto                                                          | Canadá                                                           | 14                                                               | 17                                                               | 18                                                               | 22                                                               | -                                                                |
| Melbourne                                                        | Austrália                                                        | 12                                                               | 21                                                               | 16                                                               | -                                                                | -                                                                |
| Manchester                                                       | Grã-Bretanha                                                     | 11                                                               | 5                                                                | -                                                                | -                                                                | -                                                                |
| Belgrado                                                         | Iugoslávia                                                       | 7                                                                | -                                                                | -                                                                | -                                                                | -                                                                |

A votação ocorreu na 96.ª Sessão do Comitê Olímpico Internacional em Tóquio, no Japão. Esta foi uma das votações mais apertadas até então. Nas três primeiras rodadas de votação, Atenas assumiu a liderança, logo após as eliminações de Belgrado, Manchester, mas as surpreendentes eliminações de Melbourne e de Toronto desviaram os votos necessários a favor da cidade americana, que acabou ganhando de 51 a 35 votos.
A vitória de Atlanta deixou o mundo em choque e provocou uma série de protestos e críticas sob a alegação que os executivos do Comitê Organizador de Atlanta haviam usado o poder financeiro da cidade – que é a sede mundial da Coca-Cola, principal patrocinador do evento e da CNN, um dos principais canais de televisão do mundo – para pressionar os membros da entidade a escolher a cidade, em vez de Atenas, que é considerada a "sede espiritual" dos Jogos.
Em uma declaração oficial, o COI alegou que a derrota de Atenas teve como o argumento de que a Grécia não teria condições de organizar novamente os Jogos em curto prazo, já que mesmo o país sendo membro da União Europeia, tinha uma infraestrutura deficiente, e mesmo com diversos investimentos, a cidade não conseguiria suportar os Jogos na proporção em que tomaram desde 1894. Mesmo assim, ficou a impressão desta escolha ter sido baseada no poder financeiro e no potencial de comercialização desta edição, o que resultou numa inédita antipatia por uma cidade-sede de Jogos Olímpicos.
Os gregos ficaram tão irritados com essa decisão e sob o argumento de que houve uma "inversão de valores" por parte do Comitê Olímpico Internacional, que acabaram anunciando que nunca mais iriam se candidatar a qualquer edição dos jogos. Todavia, isso acabou evaporando no ano seguinte, quando a cidade liderada pela executiva Gianna Angelopoulos-Daskalaki conseguiu convencer que este argumento foi feito de forma errada, e Atenas foi escolhida a sede dos Jogos Olímpicos de Verão de 2004. Conversas de bastidores dizem que existiu mea culpa do COI para a escolha de Atenas, pois os Jogos de Atlanta foram um fracasso institucional.
A época, diversos jornalistas reportaram que a imagem do COI ficou arranhada perante a opinião pública mundial, pois pareceu que os Jogos foram postos "a venda", em detrimento dos valores originais do movimento olímpico. Dois anos mais tarde, o jornal USA Today publicou que Robert Helmick, um dos principais membros do Comitê de Candidatura, recebeu uma taxa de propina no valor US$ 300 mil, com a função de forçar a inclusão do golfe no programa olímpico.

## Organização

### Preparativos
Em 28 de janeiro de 1991, foi constituído o Comitê dos Jogos Olímpicos de Atlanta (ACOG), uma organização privada sem fins lucrativos. O presidente e o CEO do ACOG eram Billy Payne, e os co-presidentes eram Robert Holder Jr. e Andrew Young.
A preparação dos Jogos Olímpicos de 1996 foi feita pelo ACOG, em cooperação com a cidade de Atlanta, a Assembleia Geral da Geórgia, a Autoridade Olímpica da Região Metropolitana de Atlanta (MAOGA), o USOC e o COI. O planejamento, financiamento e construção das novas infraestruturas foi feita pela MACOG, composta pelo prefeito de Atlanta, o presidente da Câmara Municipal e três membros nomeados pelo prefeito. O ACOG e o USOC, estabeleceram em 14 de junho de 1991, a Centennial Olympic Atlanta Properties (COAP), esta entidade seria responsável pelo marketing. A organização dos Jogos foi realizada por um comitê executivo e quatro comissões permanentes, que faziam parte de um Conselho de Administração. Sob a chefia de Adolphus Drewery Frazier Jr., foram estabelecidos dez departamentos com diferentes áreas de atuação, indo da área desportiva, transportes e de relações institucionais. O quadro de funcionários do ACOG foi composto majoritariamente de funcionários pagos, além dos voluntários. No total, o ACOG empregou 6 560 funcionários e quase 52 mil voluntários, acrescidos de 78 240 trabalhadores credenciados.
Durante os seis anos de sua existência, o ACOG operou uma quantia de mais de US$ 1 bilhão, vindos em grande maioria de investimentos das três esferas de governo. A venda de ingressos e de cotas de patrocínio chegaram a um lucro de US$ 10 milhões. A modernização da cidade de Atlanta e de sua região metropolitana se tornou um dos principais argumentos da candidatura, entretanto, a cidade já tinha essa imagem reconhecida mundialmente.
Ao contrário de muitas sedes anteriores, diversos locais de competição, já estavam construídos dentro de universidades da região e em condições de sediar os Jogos, sem precisar de investimentos como expansão e reformas. Em seis anos, 8 mil quartos de hotéis foram construídos na cidade. Além disso, o Sistema de Reserva Federal dos Estados Unidos liberou quase US$ 500 milhões para a renovação de estradas, calçadas, expansão do aeroporto e iluminação pública no centro de Atlanta. A Autoridade Metropolitana de Trânsito de Atlanta construiu  uma nova ligação entre o aeroporto no sul e as áreas residenciais do norte da cidade.

### Marketing
O logotipo dos Jogos de Atlanta foi caracterizado por uma tocha, cuja base foi representada por cinco anéis olímpicos que sobrepuseram o "100", homenageando o centenário. As chamas ardentes desenhadas no fim da tocha, formavam uma estrela, símbolo da excelência desportiva.No design original, o logotipo era dourado, simbolizando a medalha de ouro. O tom de verde floresta, presente no fundo simbolizava os louros do vencedor e os parques da cidade de Atlanta. O pôster oficial dos Jogos foi escolhido pessoalmente pelo presidente do COI Juan Antonio Samaranch e desenhado pelo artista italiano Primo Angeli.
Criado em 1991 pelo designer gráfico John Ryan, o mascote para a Olimpíada foi apresentada ao público na cerimônia de encerramento dos Jogos Olímpicos de Barcelona em 1992, com o nome de "Whatizit" (nome baseado na frase "What's it?", O que é isso?),a escolha do nome veio porque ninguém realmente sabia o que era aquilo. A figura de Izzy foi controversa, pois quebrava a tradição de que o mascote encarnava algum animal ou personagem histórico do país-sede, o mascote era um amorfo, uma figura fantástica criada por computação gráfica. As críticas em relação ao mascote, foram extremamente pesadas, e tanto o ACOOG e o COI pediram mudanças drásticas em seu design e sua personalidade. Em outubro de 1995, foi apresentada a sua versão final, renomeada de Izzy,com a promoção focada nas crianças. Entretanto, esta figura acabou não agradando o público, ao contrário de Cobi e de Håkon e Kristin e ao final dos jogos, diversos produtos oficiais com sua imagem acabaram encalhando nas lojas oficiais. Izzy foi a 13ª mascote oficial dos Jogos Olímpicos.

### Locais de competição

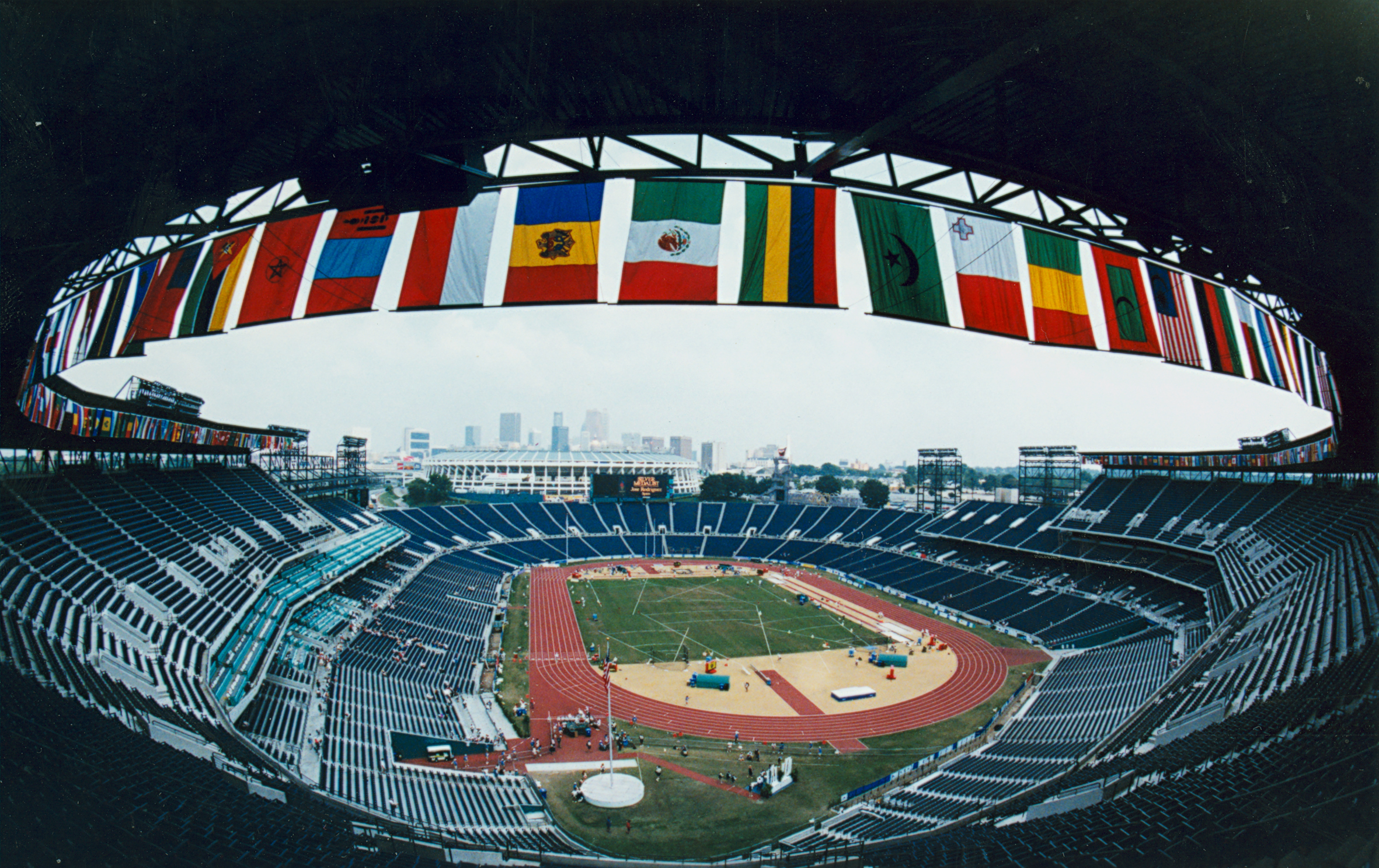
O Centennial Olympic Stadium, sede das cerimônias de abertura, encerramento e atletismo.

Várias instalações esportivas que foram usadas nos Jogos foram originalmente construídas na década de 1960,como instalações universitárias, que eram o caso do Omni Coliseum e do Atlanta–Fulton County Stadium, aproveitando disto, o ACOG, as envolveu no projeto. Entretanto, estas arenas ganhariam uma sobrevida durante os Jogos, pois estavam defasadas para os padrões de diversos eventos a época. Atlanta, apresentou ao mundo uma grande novidade, a construção de um Estádio Olímpico temporário com a capacidade de 85 mil pessoas, chamado de Centennial Olympic Stadium e estava no centro da cidade no terreno ao lado do Fulton County Stadium.
Este estádio serviu como sede do atletismo e das cerimônias de abertura e encerramento dos Jogos Olímpicos quanto dos Jogos Paralímpicos, sendo foi desmontado nos meses seguintes aos jogos. A sua estrutura foi reutilizada no mesmo local,mas agora modulada em um estádio de beisebol para 49 mil pessoas, chamado de Turner Field. O antigo Fulton Stadium foi demolido durante a remodelação do estádio, com a função de que seu terreno se tornaria um estacionamento para o novo estádio que seria construído ali. Inaugurado em 1997,o Turner Field serviu como o estádio do Atlanta Braves por 19 anos. Em 2016, o time se mudou para o Truist Park,um estádio sua propriedade, em um outro ponto da Região Metropolitana de Atlanta. Atualmente, a área é de propriedade da Universidade do Estado da Geórgia. A universidade está remodelando o estádio para ser o centro de seu programa de futebol americano, enquanto que a área em volta servirá para a construção de um novo campus.
75% dos locais de competição desta edição eram de propriedade do estado da Geórgia. Sendo que poucos locais de competição precisaram ser construídos. Um destes novos locais, o Georgia International Horse Park,teve problemas em sua estrutura durante os Jogos, forçando os atletas do pentatlo moderno a ficarem sentados em baixo de um carvalho centenário durante a sua competição. Além do hipismo e do pentatlo moderno, a prova de mountain bike do ciclismo foi também disputada no local.Em 2016,a área recebeu as gravações das cenas externas da série Stranger Things. O gigantesco Centro Internacional de Convenções de Atlanta foi envolvido nos Jogos, sediando 7 esportes: judô, wrestling, esgrima, handebol, o tênis de mesa, o halterofilismo e dois eventos do pentatlo moderno.

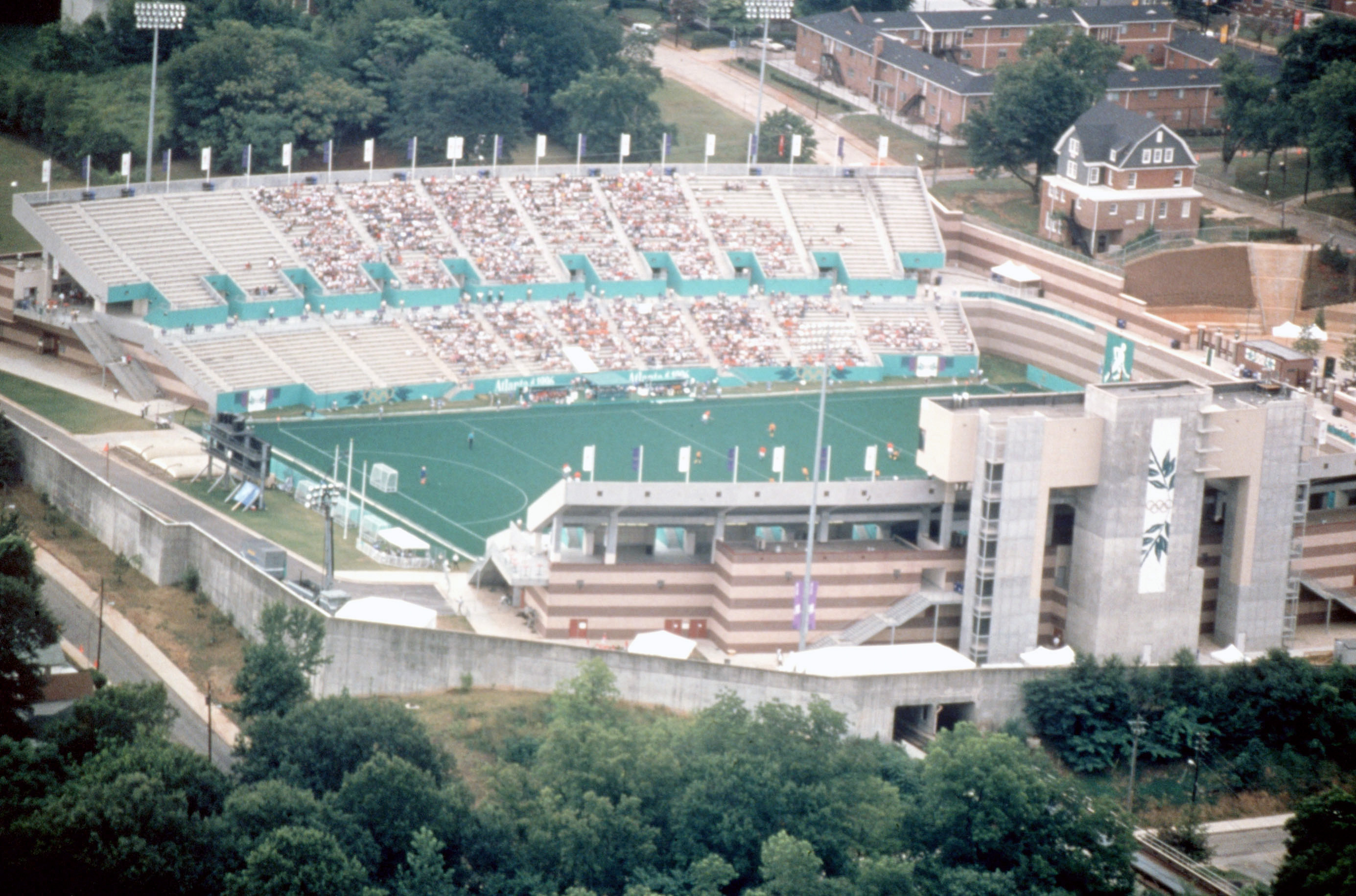
Morris Brown College Stadium, sede do hóquei sobre a grama nos Jogos Olímpicos.

O estádio coberto  Georgia Dome foi convertido em duas arenas menores, uma para as competições da ginástica artística e para as finais do handebol e outra para o basquete.O estádio seria derrubado em 2017,devido a construção do Mercedes-Benz Stadium em uma área próxima, e em sua área está sendo construída mais uma unidade da rede The Home Depot.
As cinco salas do Georgia World Congress Center foram utilizados para a esgrima, judô, handebol, tênis de mesa, lutas e levantamento de peso. Outras sedes dentro do Anel Olímpico foram o Alexander Memorial Coliseum (boxe) Duas universidades também cederam suas instalações para os Jogos  a arena da Universidade Estadual da Géorgia sediou o badminton, enquanto que o hóquei sobre a grama foi realizado no Estádio Universitário da Morris Brown College, o Omni Coliseum (voleibol) e o Wolf Creek Shooting Complex (tiro). O Instituto de Tecnologia da Geórgia cedeu seu centro aquático para as disputas de 5 esportes (natação, saltos ornamentais, nado artístico, pólo aquático e a prova de natação do pentatlo moderno).

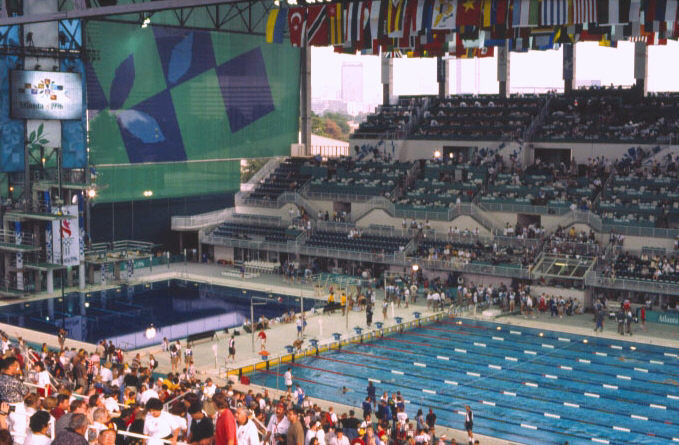
O Centro Aquático do Instituto de Tecnologia da Geórgia durante época dos Jogos.

Outros eventos foram realizados no Parque Nacional de Stone Mountain, nas cercanias da cidade. As provas de hipismo foram disputadas no Georgia International Horse Park no subúrbio de Conyers.
Curiosamente, o primeiro torneio olímpico da história do voleibol de praia foi realizado em uma praia artificial montada dentro do Clayton County International Park, Jonesboro,que fica a 29 km do centro da cidade. As competições de vela ocorreram na cidade de mesmo nome. Também sediaram eventos esportivos Columbus (softbol), o lago Lanier em Gainesville (remo e canoagem de velocidade) e o rio Ocoee, no Tennessee (canoagem slalom).Ao contrário das edições anteriores nenhuma partida do torneio de futebol foi realizada na cidade sede, sendo que a sede mais próxima de Atlanta era o Sanford Stadium dentro do campi da Universidade da Georgia no Athens–Clarke County, localizado a 113 km da cidade, além deste condado, as cidades de Birmingham no Alabama, Orlando e Miami, localizadas na Flórida e a capital do país Washington, D.C. receberam as partidas.

### Transmissão

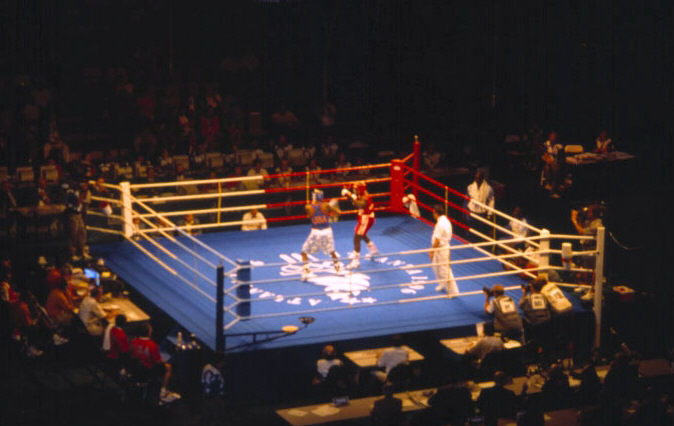
Combate de boxe no Alexander Memorial Coliseum durante os Jogos Olímpicos.

Os Jogos Olímpicos de Atlanta registraram um novo recorde no montante de direitos de transmissão televisiva com mais de 898 milhões de dólares e foram transmitidos para 214 países contra 193 da olimpíada anterior. Para se ter exclusividade de transmissão nos Estados Unidos, a cadeia NBC pagou U$ 456 milhões.
Estiveram presentes em Atlanta 15 108 órgãos de mídias. Incluindo 5 695 órgãos da imprensa escrita e 9 413 empresas de radiodifusão. 19 161 jornalistas e técnicos certificados cobriram os Jogos. Cerca de 50 mil voluntários participaram da organização.
No Brasil, um recorde de emissoras transmitiram os Jogos Olímpicos: as televisões abertas Globo, SBT, Record, Bandeirantes e Manchete[carece de fontes?] e as Tevês fechadas Sportv e ESPN Brasil.

## Tocha olímpica

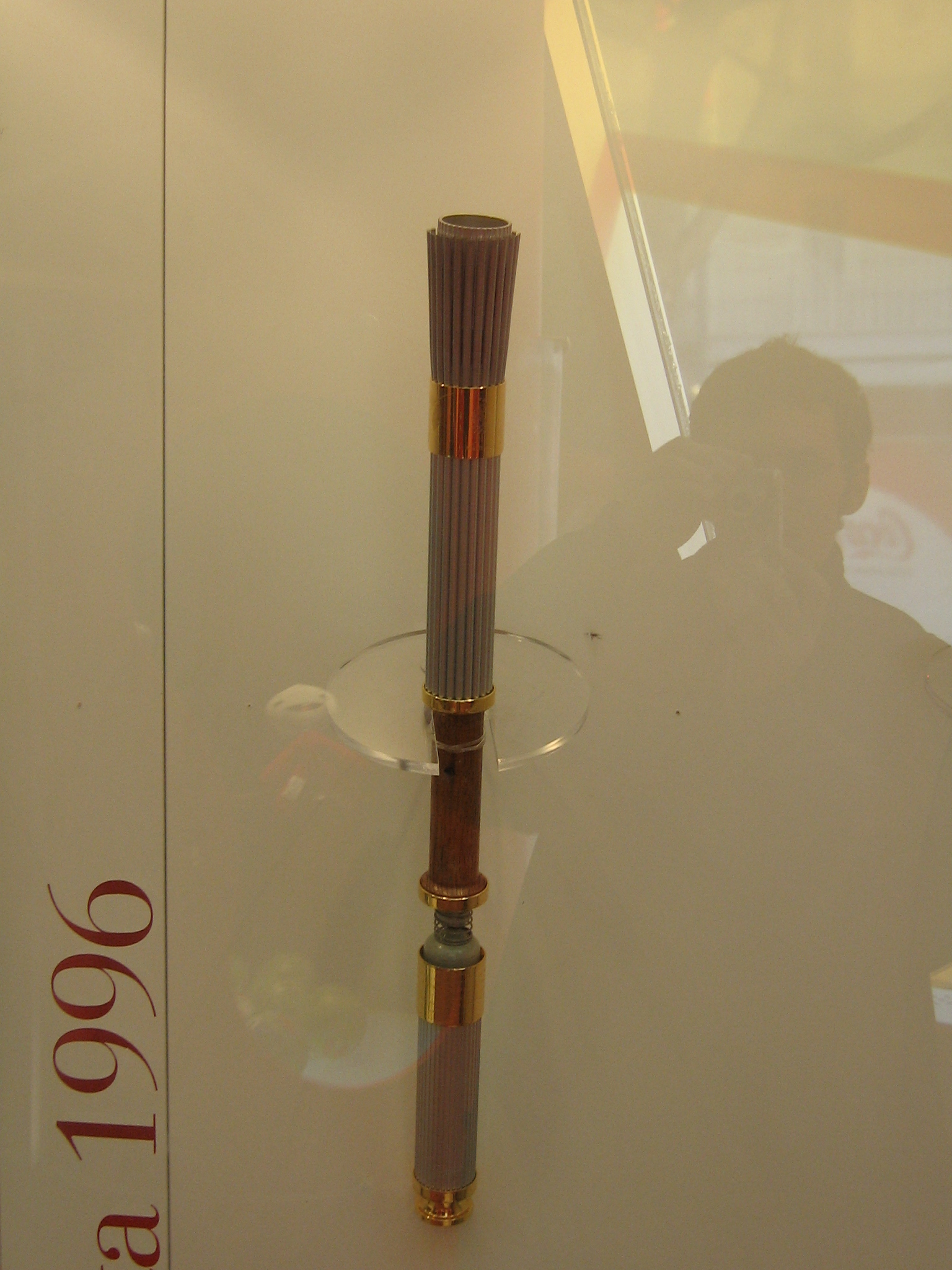
A tocha olímpica de Atlanta 1996

A chama olímpica foi acesa em 30 de março de 1996 numa cerimônia majestosa no antigo estádio da cidade de Olímpia. Foi assistida por milhares de cidadãos gregos em uma celebração pública dos ideais olímpicos. A tocha começou o revezamento da chama percorrendo 2 141 km pela Grécia e durou oito dias.
A rota norte-americana teve início em 27 de abril e foi projetada para refletir a diversidade geográfica e social do país, bem como sua história. Atravessou desertos e pradarias, o país do vinho e da terra, rios e lagos, e as cidades grandes e pequenas. Transportada por 12 467 portadores e cerca de 30 km, a chama viajou de trem, navio a vapor, de canoa, a cavalo, barco à vela, e outros meios de transporte que refletiam o caráter e a história das comunidades vizinhas. O percurso incluiu as três cidades americanas sede de Jogos Olímpicos de Verão: Saint Louis (1904), Los Angeles (1932 e 1984) e Atlanta.
A tocha olímpica, concebida pelo designer Malcolm Grear, media 76 cm de comprimento e pesava 1 600 gramas. Inspirada na arquitetura da Grécia antiga, foi composta de 22 palhetas de alumínio que representaram todas as edições olímpicas. Sobre os anéis foi colocado o emblema dos Jogos, os nomes das cidades-sede anteriores e a inscrição Atlanta 1996.

## Nações participantes

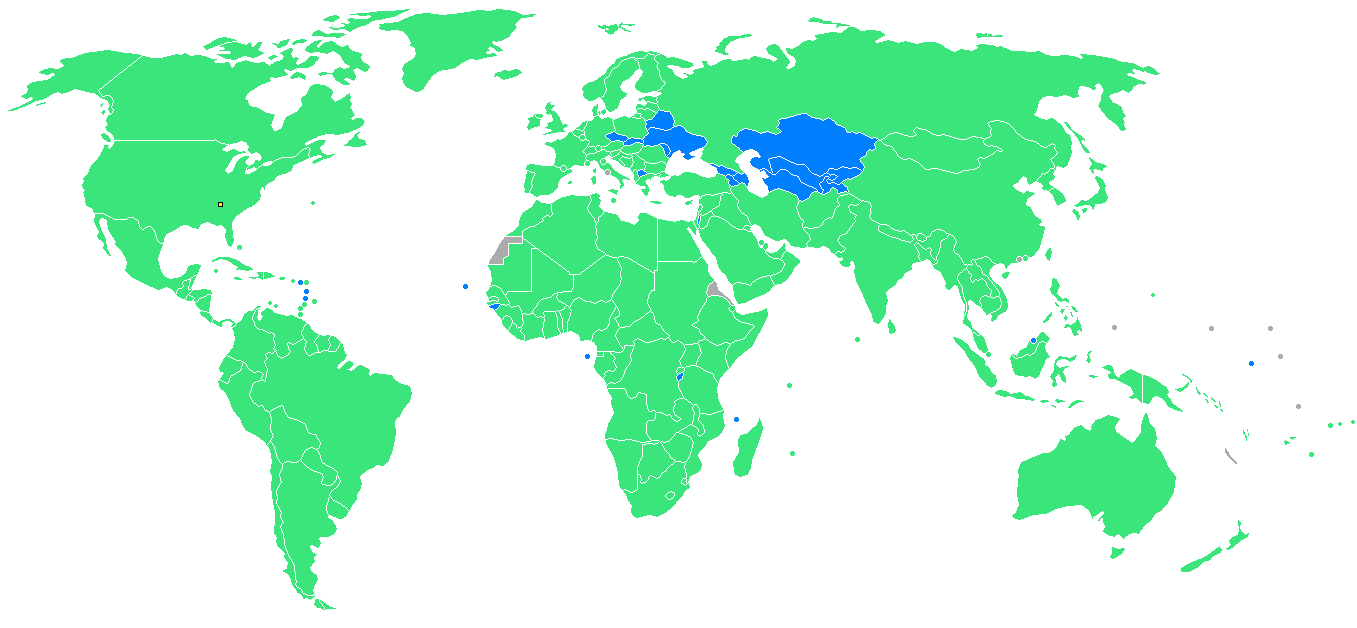
Os participantes das Olimpíadas em 1996. Em azul as nações estreantes e em verde as nações participantes desde edições anteriores

Um total de 197 nações foram representadas nos Jogos Olímpicos de 1996, totalizando 10 318 atletas. A Rússia competiu de forma independente pela primeira vez desde Estocolmo 1912, quando ainda era o Império Russo. Atletas da Iugoslávia puderam participar novamente sob a sua bandeira nacional.
14 Comitês Olímpicos Nacionais participaram dos Jogos Olímpicos pela primeira vez: Azerbaijão, Burundi, Cabo Verde, Comores, Dominica, Guiné-Bissau, Antiga República Iugoslava da Macedônia, Nauru, Palestina, São Cristóvão e Névis, Santa Lúcia, São Tomé e Príncipe, Tajiquistão e Turcomenistão.
Outros 10 países fizeram sua estreia olímpica de verão após competir nos Jogos Olímpicos de Inverno de 1994 em Lillehammer: Armênia, Bielorrússia, Cazaquistão, Eslováquia, Geórgia, Moldávia, Quirguistão, República Tcheca, Ucrânia e Uzbequistão.
| \| - AFG Afeganistão - RSA África do Sul - ALB Albânia - GER Alemanha - AND Andorra - ANG Angola - ANT Antígua e Barbuda - AHO Ant. Neerlandesas - KSA Arábia Saudita - ALG Argélia - ARG Argentina - ARM Armênia - ARU Aruba - AUS Austrália - AUT Áustria - AZE Azerbaijão - BAH Bahamas - BRN Bahrein - BAN Bangladesh - BAR Barbados - BEL Bélgica - BIZ Belize - BEN Benim - BER Bermudas - BLR Bielorrússia - BOL Bolívia - BIH Bósnia e Herzegovina - BOT Botsuana - BRA Brasil - BRU Brunei - BUL Bulgária - BUR Burquina Fasso - BDI Burundi - BHU Butão - CPV Cabo Verde - CMR Camarões - CAM Camboja - CAN Canadá - QAT Catar - KAZ Cazaquistão - CHA Chade - CHI Chile - CHN China - CYP Chipre - COL Colômbia - COM Comores - CGO Congo - PRK Coreia do Norte - KOR Coreia do Sul \| - CIV Costa do Marfim - CRC Costa Rica - CRO Croácia - CUB Cuba - DEN Dinamarca - DJI Djibuti - DMA Dominica - EGY Egito - ESA El Salvador - UAE Emirados Árabes Unidos - SVK Eslováquia - SLO Eslovênia - ESP Espanha - USA Estados Unidos - EST Estônia - ETH Etiópia - ECU Equador - FIJ Fiji - PHI Filipinas - FIN Finlândia - FRA França - GAB Gabão - GAM Gâmbia - GHA Gana - GEO Geórgia - GBR Grã-Bretanha - GRN Granada - GRE Grécia - GUM Guam - GUA Guatemala - GUY Guiana - GUI Guiné - GBS Guiné-Bissau - GEQ Guiné Equatorial - HAI Haiti - HON Honduras - HKG Hong Kong - HUN Hungria - YEM Iêmen - CAY Ilhas Cayman - COK Ilhas Cook - SOL Ilhas Salomão - ISV Ilhas Virgens Americanas - IVB Ilhas Virgens Britânicas - IND Índia - INA Indonésia - IRI Irã - IRQ Iraque - IRL Irlanda \| - ISL Islândia - ISR Israel - ITA Itália - YUG Iugoslávia - JAM Jamaica - JPN Japão - JOR Jordânia - KUW Kuwait - LAO Laos - LES Lesoto - LAT Letônia - LIB Líbano - LBR Libéria - LBA Líbia - LIE Liechtenstein - LTU Lituânia - LUX Luxemburgo - MKD Macedônia - MAD Madagascar - MAS Malásia - MAW Malawi - MDV Maldivas - MLI Mali - MLT Malta - MAR Marrocos - MRI Maurício - MTN Mauritânia - MEX México - MYA Mianmar - MOZ Moçambique - MDA Moldávia - MON Mônaco - MGL Mongólia - NAM Namíbia - NRU Nauru - NEP Nepal - NCA Nicarágua - NIG Níger - NGR Nigéria - NOR Noruega - NZL Nova Zelândia - OMA Omã - NED Países Baixos - PLE Palestina - PAN Panamá - PNG Papua-Nova Guiné - PAK Paquistão - PAR Paraguai - PER Peru \| - POL Polônia - PUR Porto Rico - POR Portugal - KEN Quênia - KGZ Quirguistão - CAF República Centro-Africana - CZE República Checa - DOM República Dominicana - ROU Romênia - RWA Ruanda - RUS Rússia - SAM Samoa Ocidental - ASA Samoa Americana - SMR San Marino - LCA Santa Lúcia - SKN São Cristóvão e Neves - STP São Tomé e Príncipe - VIN São Vicente e Granadinas - SEN Senegal - SLE Serra Leoa - SEY Seicheles - SIN Singapura - SYR Síria - SOM Somália - SRI Sri Lanka - SWZ Suazilândia - SUD Sudão - SWE Suécia - SUI Suíça - SUR Suriname - TJK Tajiquistão - THA Tailândia - TPE Taipé Chinês - TAN Tanzânia - TOG Togo - TGA Tonga - TRI Trinidad e Tobago - TUN Tunísia - TKM Turcomenistão - TUR Turquia - UKR Ucrânia - UGA Uganda - URU Uruguai - UZB Uzbequistão - VAN Vanuatu - VEN Venezuela - VIE Vietnã - ZAI Zaire - ZAM Zâmbia - ZIM Zimbabwe \| | | | |
| - AFG Afeganistão - RSA África do Sul - ALB Albânia - GER Alemanha - AND Andorra - ANG Angola - ANT Antígua e Barbuda - AHO Ant. Neerlandesas - KSA Arábia Saudita - ALG Argélia - ARG Argentina - ARM Armênia - ARU Aruba - AUS Austrália - AUT Áustria - AZE Azerbaijão - BAH Bahamas - BRN Bahrein - BAN Bangladesh - BAR Barbados - BEL Bélgica - BIZ Belize - BEN Benim - BER Bermudas - BLR Bielorrússia - BOL Bolívia - BIH Bósnia e Herzegovina - BOT Botsuana - BRA Brasil - BRU Brunei - BUL Bulgária - BUR Burquina Fasso - BDI Burundi - BHU Butão - CPV Cabo Verde - CMR Camarões - CAM Camboja - CAN Canadá - QAT Catar - KAZ Cazaquistão - CHA Chade - CHI Chile - CHN China - CYP Chipre - COL Colômbia - COM Comores - CGO Congo - PRK Coreia do Norte - KOR Coreia do Sul | - CIV Costa do Marfim - CRC Costa Rica - CRO Croácia - CUB Cuba - DEN Dinamarca - DJI Djibuti - DMA Dominica - EGY Egito - ESA El Salvador - UAE Emirados Árabes Unidos - SVK Eslováquia - SLO Eslovênia - ESP Espanha - USA Estados Unidos - EST Estônia - ETH Etiópia - ECU Equador - FIJ Fiji - PHI Filipinas - FIN Finlândia - FRA França - GAB Gabão - GAM Gâmbia - GHA Gana - GEO Geórgia - GBR Grã-Bretanha - GRN Granada - GRE Grécia - GUM Guam - GUA Guatemala - GUY Guiana - GUI Guiné - GBS Guiné-Bissau - GEQ Guiné Equatorial - HAI Haiti - HON Honduras - HKG Hong Kong - HUN Hungria - YEM Iêmen - CAY Ilhas Cayman - COK Ilhas Cook - SOL Ilhas Salomão - ISV Ilhas Virgens Americanas - IVB Ilhas Virgens Britânicas - IND Índia - INA Indonésia - IRI Irã - IRQ Iraque - IRL Irlanda | - ISL Islândia - ISR Israel - ITA Itália - YUG Iugoslávia - JAM Jamaica - JPN Japão - JOR Jordânia - KUW Kuwait - LAO Laos - LES Lesoto - LAT Letônia - LIB Líbano - LBR Libéria - LBA Líbia - LIE Liechtenstein - LTU Lituânia - LUX Luxemburgo - MKD Macedônia - MAD Madagascar - MAS Malásia - MAW Malawi - MDV Maldivas - MLI Mali - MLT Malta - MAR Marrocos - MRI Maurício - MTN Mauritânia - MEX México - MYA Mianmar - MOZ Moçambique - MDA Moldávia - MON Mônaco - MGL Mongólia - NAM Namíbia - NRU Nauru - NEP Nepal - NCA Nicarágua - NIG Níger - NGR Nigéria - NOR Noruega - NZL Nova Zelândia - OMA Omã - NED Países Baixos - PLE Palestina - PAN Panamá - PNG Papua-Nova Guiné - PAK Paquistão - PAR Paraguai - PER Peru | - POL Polônia - PUR Porto Rico - POR Portugal - KEN Quênia - KGZ Quirguistão - CAF República Centro-Africana - CZE República Checa - DOM República Dominicana - ROU Romênia - RWA Ruanda - RUS Rússia - SAM Samoa Ocidental - ASA Samoa Americana - SMR San Marino - LCA Santa Lúcia - SKN São Cristóvão e Neves - STP São Tomé e Príncipe - VIN São Vicente e Granadinas - SEN Senegal - SLE Serra Leoa - SEY Seicheles - SIN Singapura - SYR Síria - SOM Somália - SRI Sri Lanka - SWZ Suazilândia - SUD Sudão - SWE Suécia - SUI Suíça - SUR Suriname - TJK Tajiquistão - THA Tailândia - TPE Taipé Chinês - TAN Tanzânia - TOG Togo - TGA Tonga - TRI Trinidad e Tobago - TUN Tunísia - TKM Turcomenistão - TUR Turquia - UKR Ucrânia - UGA Uganda - URU Uruguai - UZB Uzbequistão - VAN Vanuatu - VEN Venezuela - VIE Vietnã - ZAI Zaire - ZAM Zâmbia - ZIM Zimbabwe |

## Modalidades disputadas

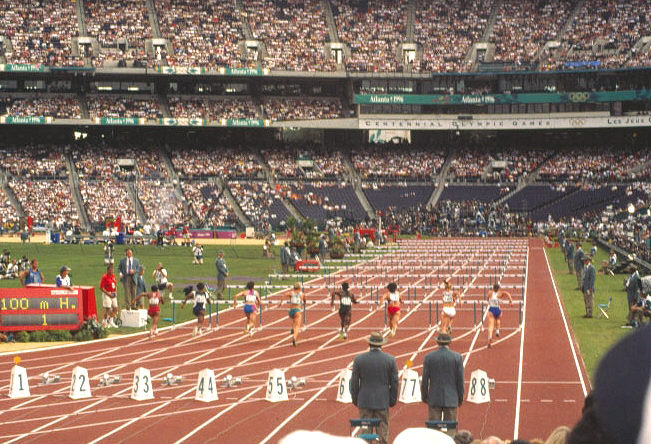
Largada dos 100m com barreiras feminino no Centennial Olympic Stadium

O softball, voleibol de praia e o ciclismo de montanha (mountain bike) estrearam no programa olímpico, em conjunto com o futebol feminino e a modalidade de remo skiff leve. Em parênteses o número de eventos em cada modalidade:
| - Atletismo (44) - Badminton (5) - Beisebol (1) - Basquetebol (2) - Boxe (12) - Canoagem (16) - Ciclismo (14) - Esgrima (10) - Futebol (2) - Ginástica (16) |  | - Halterofilismo (10) - Handebol (2) - Hipismo (6) - Hóquei sobre a grama (2) - Judô (14) - Lutas (20) - Nado sincronizado (1) - Natação (32) - Pentatlo moderno (1) - Polo aquático (2) |  | - Remo (14) - Saltos ornamentais (4) - Softbol (1) - Tênis (4) - Tênis de mesa (4) - Tiro (15) - Tiro com arco (4) - Vela (10) - Voleibol (2) - Voleibol de praia (2) |

## Calendário
As caixas em azul representam uma competição, ou um evento qualificatório de determinada data. As caixas em amarelo representam um dia de competição valendo medalha. Os números dentro das caixas representam a quantidade de finais do dia. A coluna T representa o total de finais do esporte.
| ● | Cerimônia de abertura | ● | Competições | ● | Finais de competições | ● | Cerimônia de encerramento |

| Julho/Agosto         | S               | S  | D  | S  | T  | Q  | Q  | S   | S   | D   | S   | T   | Q   | Q   | S   | S   | D   | T  |
| Julho/Agosto         | 19              | 20 | 21 | 22 | 23 | 24 | 25 | 26  | 27  | 28  | 29  | 30  | 31  | 1   | 2   | 3   | 4   | T  |
| -------------------- | --------------- | -- | -- | -- | -- | -- | -- | --- | --- | --- | --- | --- | --- | --- | --- | --- | --- | -- |
| Cerimônias           | ●               |    |    |    |    |    |    |     |     |     |     |     |     |     |     |     | ●   |    |
| Atletismo            |                 |    |    |    |    |    |    | 2   | 4   | 5   | 8   |     | 5   | 4   | 6   | 9   | 1   | 44 |
| Badminton            |                 |    |    |    |    |    |    |     |     |     |     |     | 3   | 2   |     |     |     | 5  |
| Basquetebol          |                 |    |    |    |    |    |    |     |     |     |     |     |     |     | 1   |     | 1   | 2  |
| Beisebol             |                 |    |    |    |    |    |    |     |     |     |     |     |     |     | 1   |     |     | 1  |
| Boxe                 |                 |    |    |    |    |    |    |     |     |     |     |     |     |     |     | 7   | 5   | 12 |
| Canoagem             |                 |    |    |    |    |    |    |     | 2   | 2   |     |     |     |     |     | 6   | 6   | 16 |
| Ciclismo             |                 |    | 1  |    |    | 1  | 1  |     | 1   | 2   | 4   | 2   | 1   |     |     | 2   |     | 15 |
| Esgrima              |                 | 1  | 2  | 2  |    | 2  | 2  |     |     |     |     |     |     |     |     |     |     | 9  |
| Futebol              |                 |    |    |    |    |    |    |     |     |     |     |     |     | 1   |     | 1   |     | 2  |
| Ginástica            |                 |    |    | 1  | 1  | 1  | 1  |     |     | 3   | 7   |     |     |     |     |     |     | 14 |
| Halterofilismo       |                 | 1  | 1  | 1  | 1  | 1  |    | 1   | 1   | 1   | 1   | 1   |     |     |     |     |     | 10 |
| Handebol             |                 |    |    |    |    |    |    |     |     |     |     |     |     |     |     | 1   | 1   | 2  |
| Hipismo              |                 |    |    |    |    |    |    |     |     |     |     |     |     |     |     |     |     |    |
| Hóquei sobre a grama |                 |    |    |    |    |    |    |     |     |     |     |     |     | 1   | 1   |     |     | 2  |
| Judô                 |                 | 2  | 2  | 2  | 2  | 2  | 2  | 2   |     |     |     |     |     |     |     |     |     | 14 |
| Lutas                |                 | 6  |    | 4  |    |    |    |     |     |     |     | 3   | 2   | 3   | 2   |     |     | 20 |
| Nado sincronizado    |                 |    |    |    |    |    |    |     |     |     |     |     |     |     | 1   |     |     | 1  |
| Natação              |                 | 4  | 4  | 5  | 5  | 4  | 5  | 5   |     |     |     |     |     |     |     |     |     | 32 |
| Pentatlo moderno     |                 |    |    |    |    |    |    |     |     |     |     | 1   |     |     |     |     |     | 1  |
| Polo aquático        |                 |    |    |    |    |    |    |     |     | 1   |     |     |     |     |     |     |     | 1  |
| Remo                 |                 |    |    |    |    |    |    |     | 7   | 7   |     |     |     |     |     |     |     | 14 |
| Saltos ornamentais   |                 |    |    |    |    |    |    |     | 1   |     | 1   |     | 1   |     | 1   |     |     | 4  |
| Softbol              |                 |    |    |    |    |    |    |     |     |     |     | 1   |     |     |     |     |     | 1  |
| Tênis                |                 |    |    |    |    |    |    |     |     |     |     |     |     |     | 2   | 2   |     | 4  |
| Tênis de mesa        |                 |    |    |    |    |    |    |     |     |     | 1   | 1   | 1   | 1   |     |     |     | 4  |
| Tiro                 |                 | 2  | 2  | 1  | 2  | 3  | 1  | 3   | 1   |     |     |     |     |     |     |     |     | 15 |
| Tiro com arco        |                 |    |    |    |    |    |    |     |     |     |     |     | 1   | 1   | 2   |     |     | 4  |
| Vela                 |                 |    |    |    |    |    |    |     |     |     |     |     |     |     |     |     |     |    |
| Voleibol             |                 |    |    |    |    |    |    |     |     |     |     |     |     |     |     | 1   | 1   | 2  |
| Voleibol de praia    |                 |    |    |    |    |    |    |     | 2   |     |     |     |     |     |     |     |     | 2  |
| Total de finais      | Total de finais | 16 | 12 | 16 | 11 | 14 | 12 | 13  | 19  | 21  | 22  | 9   | 14  | 13  | 16  | 29  | 15  |    |
| Total acumulado      | Total acumulado | 16 | 28 | 60 | 71 | 85 | 97 | 110 | 129 | 150 | 172 | 181 | 195 | 208 | 224 | 253 | 268 | -  |

## Cerimônias

### Cerimônia de abertura
Para comemorar o centenário dos Jogos Olímpicos, os organizadores ofereceram para 83 000 espectadores no Estádio Olímpico em Atlanta e 3,5 bilhões de telespectadores pelo mundo um evento espetacular. A cerimônia de abertura criada e produzida por Don Mischer ajudou a destacar o aspecto cultural do sul dos Estados Unidos, mas também quis homenagear o centenário do movimento olímpico moderno. Mais de dois anos em pré-produção, a abertura tinha um elenco de 8 000 artistas, uma equipe composta por 540 pessoas, e cerca de 2 600 voluntários. A cerimônia de abertura rendeu a Mischer um Emmy pela direção do espetáculo.
O destaque do dia 19 de julho de 1996 foi a chegada ao palco da chama olímpica, que percorreu quase 24 000 km pelos Estados Unidos por intermédio de 10 000 voluntários. O último portador foi o ex-pugilista norte-americano Muhammad Ali, campeão olímpico em 1960 ainda competindo como Cassius Clay, seu nome de batismo. Numa comoção geral, Muhammad Ali, adoecido pelo Mal de Parkinson, pôs as mãos trêmulas segurando a tocha olímpica para a pira olímpica ainda extinta. Durante os Jogos de Atlanta, a medalha de ouro que havia conquistado nos Jogos Olímpicos de Roma foi oferecida novamente. Naquele ano, Cassius Clay havia jogado sua medalha de ouro em um rio, porque se recusaram a serví-lo em um restaurante por ser negro.
A canção "The Power of the Dream", composta por Kenneth "Babyface" Edmonds e David Foster em parceria com Linda Thompson, foi cantada na cerimônia de abertura pela cantora Céline Dion acompanhada por Foster e do coro centenário da Orquestra sinfônica de Atlanta. Gladys Knight cantou "Georgia on My Mind", canção oficial do Estado da Geórgia.
A abertura oficial dos Jogos de 1996 foi declarada pelo presidente dos Estados Unidos Bill Clinton, depois do discurso dado por Juan Antonio Samaranch, presidente do Comitê Olímpico Internacional.

### Cerimônia de encerramento
A cerimônia de encerramento teve início após uma contagem regressiva de 26 segundos em homenagem a todos os últimos Jogos Olímpicos de Verão com a Banda Olímpica de Atlanta, liderada por John Williams, do espetáculo, "Summon the Heroes". O grupo de R&B Boyz II Men cantou The Star Spangled Banner.
A apresentação das medalhas da maratona masculina veio em seguida. Ao contrário da cerimônia de encerramento anterior, a última volta da corrida ocorreu no início da manhã ao invés de parte ou imediatamente antes da festa, devido às condições de clima quente da tarde. Josia Thugwane da África do Sul, Lee Bong-ju da Coreia do Sul, e Erick Wainaina do Quênia, encerraram com o ouro, a prata e o bronze, respectivamente.

Em conformidade com a Carta Olímpica, que rege a cerimônia de encerramento, o presidente do COI Juan Antonio Samaranch convidou os jovens do mundo a se reunir em Sydney, a quatro anos, para os a próxima edição olímpica. Em seu discurso, condenou o atentado ao Centennial Olympic Park afirmando que o terrorismo não pode parar o espírito olímpico. Samaranch pediu um minuto de silêncio para lembrar as vítimas do atentado, assim como os onze atletas israelenses vitimados do massacre de Munique durante os Jogos de 1972. Ainda em discurso, revelou que as tragédias nunca serão esquecidas e ainda:
| “ | Nenhum ato de terrorismo já destruiu o movimento olímpico e jamais destruirá. Mais do que nunca estamos totalmente empenhados em construir um mundo melhor, mais pacífico, em que as formas de terrorismo são erradicadas. | ” |

Além disso, Samaranch agradeceu a cidade-sede com a frase "Bom trabalho, Atlanta", e preferiu referir-se aos Jogos como os "mais excepcionais". O presidente rompeu com o precedente em não dizer que estes haviam sido os melhores Jogos Olímpicos de sempre, como havia feito em outras cerimônias de encerramento enquanto presidente do COI. No entanto, quatro anos mais tarde, afirmou que os Jogos Olímpicos de Sydney foram os melhores apresentados, sugerindo que esta foi uma omissão intencional.
Antes Samaranch havia declarado os jogos oficialmente encerrados, e o cantor Stevie Wonder interpretou a música "Imagine" de John Lennon. Esta parte do programa culminou com a transição da bandeira dos Jogos Olímpicos do prefeito de Atlanta, Bill Campbell, a Samaranch, e, em seguida, ao prefeito de Sydney, Frank Sartor. No entanto, os Estados Unidos iriam receber a bandeira olímpica de volta em 22 de fevereiro de 1998 durante a cerimônia de encerramento dos Jogos Olímpicos seguintes em Nagano, no Japão, já que seria a sede dos Jogos Olímpicos de Inverno de 2002 em Salt Lake City. Posterior à transição da bandeira, deu início a apresentação de Sydney, próxima cidade a receber os Jogos de Verão. Foram apresentados muitos dançarinos vestidos como indígenas, plantas e animais nativos da Austrália. Quatro balões inflados levantaram-se para formar uma imaginária Sydney Opera House, enquanto dançarinos correram para formar o mar.

## Fatos e destaques

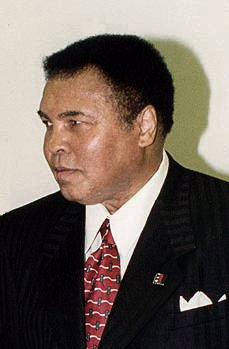
Muhammad Ali em 1996.

- Um recorde de 197 Comitês Olímpicos Nacionais participaram dos Jogos Olímpicos de Atlanta.[59] A Palestina foi reconhecida pelo COI e pode participar dos Jogos Olímpicos pela primeira vez.[60]
- O ponto alto da cerimônia de abertura foi o acendimento da pira olímpica pelo ex-boxeador Muhammad Ali, campeão olímpico em Roma 1960, de onde partiu para a carreira profissional que o transformaria no maior pugilista da história.[61]
- Lee Lai Shan ganhou uma medalha de ouro na vela, a única medalha olímpica conquistada por Hong Kong como colônia britânica (1952-1997). Isso significava a única vez, que a bandeira colonial de Hong Kong foi hasteada para o acompanhamento do hino nacional britânico "God Save the Queen", já que a soberania de Hong Kong foi transferida para a China em 1997.[62]
- O corredor norte-americano Michael Johnson conquistou a medalha de ouro nos 200 e 400 metros, batendo o recorde mundial nos 200m, numa das mais espetaculares provas de velocidade da história.[61] Primeiro, ele venceu a corrida de 400m, com mais de 10m à frente do corredor.[61] Três dias depois, durante a final do 200m, ele cruzou a linha de chegada em 19s32, e melhorou o seu próprio recorde mundial da prova.[63]
- A francesa Marie-José Perec, mesmo sem recordes, igualou-se a Michael Johnson com o ouro nos 200 e 400 metros femininos, tornando-se a primeira mulher a conquistar a vitória nos 400 m em duas Olimpíadas consecutivas.[64] Ela atingiu esta proeza ao bater Cathy Freeman da Austrália com um tempo de 48s25, um novo recorde olímpico. Três dias depois, Perec fez o seu melhor tempo na final dos 200 m. A "Gazelle" ganhou sua terceira medalha de ouro olímpica (a segunda em Atlanta) com o tempo 22s12.[65]
- Carl Lewis despediu-se dos Jogos Olímpicos aos 35 anos, após quatro participações, ganhando pela quarta vez o salto em distância e colecionando um total de nove medalhas de ouro, um desempenho apenas alcançado por Paavo Nurmi, Mark Spitz, Larissa Latynina,[64] Michael Phelps e Usain Bolt.
- O pequenino halterofilista turco Naim Suleymanoglu, apelidado "O Pequeno Hércules", conquistou o título olímpico em sua categoria pela terceira vez consecutiva, o primeiro a conseguir este feito na história dos Jogos.[66]
- O canadense Donovan Bailey quebra a hegemonia dos Estados Unidos nos 100 metros rasos e conquista o ouro com um novo recorde mundial, 9,84 segundos.[61]

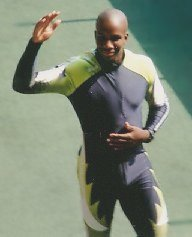
Donovan Bailey.

- O nadador russo Alexander Popov é um dos heróis dos Jogos de Atlanta ao ganhar quatro medalhas sendo duas de ouro na prova dos 50 m e 100 m livre. Nos 100 m, Popov, então detentor do recorde mundial e defensor do título olímpico em 1992, chegou à frente do americano Gary Hall Jr. com 48s74, torna-se o primeiro nadador desde Johnny Weissmuller em 1928 a ganhar o bicampeonato O russo de 24 anos realizou uma outra façanha três dias depois, nos 50 m. Ele voltou a vencer Gary Hall Jr. com tempo de 22s13, obtendo assim a quarta medalha de ouro de sua carreira. Ele completaria sua coleção com mais duas medalhas de prata em revezamentos.[67] Um mês após os jogos de 1996, Alexander Popov foi vítima de uma facada nas ruas de Moscou que perfurou sua barriga.[68]
- Entre as mulheres da natação, a americana Amy Van Dyken foi a atleta mais condecorada em Atlanta. Ao vencer os 50 m, 100 m, revezamento 4x100 m nado livre e revezamento 4x100 m medley, ela se tornou a primeira atleta americana a conquistar quatro títulos em uma única Olimpíada.[69] Outra nadadora, a irlandesa Michelle Smith conquistou quatro medalhas, incluindo três de ouro.[70] Esta glória seria manchada dois anos mais tarde por um antidoping positivo dando-lhe uma suspensão de quatro anos.[71]
- Aos 34 anos, o remador britânico Steve Redgrave conquistou sua quarta medalha de ouro em quatro Jogos Olímpicos consecutivos.[72] O feito só seria igualado por seu compatriota Matthew Pinsent em Atenas 2004. Na edição seguinte em Sydney, Redgrave viria a conquistar sua quinta medalha de ouro olímpica.[73]
- Assim como o basquetebol em Barcelona, o COI admitiu que ciclistas profissionais passassem a participar dos Jogos e o espanhol Miguel Induráin, cinco vezes campeão da Volta da França, conquistou a medalha de ouro na prova inaugural de estrada contra o relógio.[74]
- Na estreia do voleibol de praia, dominado pelo Brasil no feminino, a dupla Jacqueline e Sandra faturaram o ouro ao vencerem as compatriotas Adriana e Mônica ficando com a prata. Jacqueline e Sandra se tornam as primeiras brasileiras campeãs olímpicas em 76 anos de participação do país nos Jogos.[61] O americano Karch Kiraly também terminou com sucesso os Jogos de Atlanta. Ele obteve sua terceira medalha olímpica, a primeira na praia, após conquistar o bicampeonato olímpico em 1984 e 1988 com a Seleção de voleibol de quadra.[75] Ele ainda é o único voleibolista a conquistar medalhas de ouro tanto no voleibol indoor quanto na praia.[76]
- Os Estados Unidos ganharam o ouro ao vencer a China na estreia do futebol feminino.[77]
- Em sua quinta olimpíada, o Brasil vence a Rússia e conquista o bronze, a primeira medalha do voleibol feminino.[78]
- Na última rotação, a ginasta Kerri Strug, havia quebrado o tornozelo após uma queda na prova do salto sobre a mesa, realizou seu último salto e assegurou a primeira medalha de ouro a um time norte-americano feminino de ginástica, fato que consagrou ela e as outras integrantes como heroínas nacionais.[79]
- A equipe espanhola venceu a primeira medalha de ouro da nova competição de grupos de ginástica rítmica. A equipe foi formada por Estela Giménez, Marta Baldó, Nuria Cabanillas, Lorena Guréndez, Estíbaliz Martínez e Tania Lamarca.
- O velejador austríaco Hubert Raudaschl entrou para a história dos Jogos Olímpicos ao participar de 9 olimpíadas consecutivas (um recorde).[80]

## Incidentes
A grande dependência de Atlanta em patrocínio empresarial fez com que muitos considerassem os Jogos excessivamente comercializados. A Coca-Cola, cuja sede fica em Atlanta, recebeu críticas por ser a bebida exclusiva oferecida nas instalações olímpicas. Além disso, a cidade de Atlanta se achou em condições de competir com o COI pelas cotas de patrocínio. A cidade licenciou vendedores ambulantes que vendiam produtos em detrimento de outros e, portanto, previu a presença de empresas que não eram patrocinadoras oficiais.
Um relatório feito por oficiais dos Comitês Olímpicos Europeus e publicado pelo jornal britânico The Independent criticou o desempenho de Atlanta como sede olímpica em várias questões-chave, incluindo o nível de aglomeração na Vila Olímpica, a qualidade e quantidade dos alimentos disponíveis, a acessibilidade e facilidade de transporte, e a "atmosfera" geral de mercantilismo dos Jogos. Até mesmo o sistema de resultados em tempo real apresentou falhas e deixou a desejar. Um dos segmentos da cerimônia de abertura, em que participaram quinhentos líderes de torcida em cima de trinta picapes, foi considerada "extravagante" para alguns observadores e considerada questionável no gosto de muitos visitantes estrangeiros.

### Atentado no Centennial Olympic Park
Enquanto os Estados Unidos ainda estavam em estado de choque pela explosão do Boeing 747 da TWA na costa de Long Island causando 230 mortes, um atentado terrorista ocorreu durante os Jogos Olímpicos de Atlanta com a explosão de uma bomba no Centennial Olympic Park a poucos metros da vila olímpica.
Na madrugada de sexta-feira para sábado, 27 de julho de 1996, às 1h20 local, uma explosão violenta ocorreu no coração do Centennial Olympic Park, freqüentado por atletas e turistas para confraternizações. O número de vítimas resultou em dois mortos e 112 feridos. O atentado matou a espectadora Alice Hawthorne e causou a morte do cameraman turco Melih Uzunyol por ataque cardíaco. Muito rapidamente, o Comitê Olímpico Internacional condenou o incidente e disse para que os Jogos de Atlanta continuassem, como no passado, devido à sangrenta tomada de reféns nos Jogos de Munique em 1972. Naquele sábado, 27 de julho, foi feito um minuto de silêncio em todos os locais olímpicos e as bandeiras ficaram a meio mastro. Na cerimônia de encerramento, Juan Antonio Samaranch declarou que "nenhum ato de terrorismo destruiu ou jamais destruirá o Movimento Olímpico".
Poucos anos depois, um suspeito alegadamente chamado Eric Robert Rudolph, simpatizante de milícias extremistas e movimentos religiosos hostis ao governo federal foi julgado e condenado à prisão perpétua.

### Doping
Duas atletas foram excluídas dos Jogos devido o controle antidopagem ter dado positivo. Iva Prandzheva da Bulgária, que obteve o quarto lugar na final da prova de salto triplo, foi desclassificada pelo uso de metandienona. A russa Natalya Shekhodanova teve o sétimo lugar obtido nos 100 metros com barreiras anulado pelo uso da substância estanozolol.

## Quadro de medalhas
A delegação dos Estados Unidos ganhou 101 medalhas em solo americano, incluindo 44 de ouro, à frente de Rússia (62 medalhas, incluindo 26 de ouro) e Alemanha (65 medalhas, incluindo 20 de ouro). A explosão dos blocos e o surgimento de novos Estados resultaram numa maior distribuição de medalhas. Dos 197 países concorrentes, 79 ganharam pelo menos uma medalha. Pela primeira vez atletas da Arménia, Azerbaijão, Bielorrússia, Burundi, Equador, Geórgia, Hong Kong, Cazaquistão, Moldávia, Moçambique, Eslováquia, Tonga, Ucrânia e Uzbequistão conquistaram medalhas olímpicas.
     País sede destacado.
| Ordem                                                                       | País               | Medalha de ouro | Medalha de prata | Medalha de bronze |     | Ordem por total |
| --------------------------------------------------------------------------- | ------------------ | --------------- | ---------------- | ----------------- | --- | --------------- |
| 1                                                                           | USA Estados Unidos | 44              | 32               | 25                | 101 | 1               |
| 2                                                                           | RUS Rússia         | 26              | 21               | 16                | 63  | 3               |
| 3                                                                           | GER Alemanha       | 20              | 18               | 27                | 65  | 2               |
| 4                                                                           | CHN China          | 16              | 22               | 12                | 50  | 4               |
| 5                                                                           | FRA França         | 15              | 7                | 15                | 37  | 5               |
| 6                                                                           | ITA Itália         | 13              | 10               | 12                | 35  | 6               |
| 7                                                                           | AUS Austrália      | 9               | 9                | 23                | 34  | 7               |
| 8                                                                           | CUB Cuba           | 9               | 8                | 8                 | 25  | 9               |
| 9                                                                           | UKR Ucrânia        | 9               | 2                | 12                | 23  | 10              |
| 10                                                                          | KOR Coreia do Sul  | 7               | 15               | 5                 | 27  | 8               |
|                                                                             |                    |                 |                  |                   |     |                 |
| 25                                                                          | BRA Brasil         | 3               | 3                | 9                 | 15  | 18              |
|                                                                             |                    |                 |                  |                   |     |                 |
| 47                                                                          | POR Portugal       | 1               |                  | 1                 | 2   | 49              |
|                                                                             |                    |                 |                  |                   |     |                 |
| 71                                                                          | MOZ Moçambique     |                 |                  | 1                 | 1   | 76              |
| Fonte: Olympic Museum Os demais países lusófonos não conquistaram medalhas. |                    |                 |                  |                   |     |                 |

## Legado

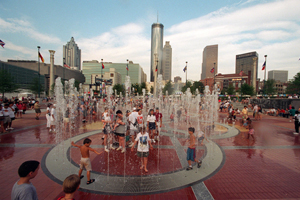
O Centennial Olympic Park.

Os Jogos Olímpicos promoveram o desenvolvimento de diversos aspectos da infraestrutura de Atlanta. Como exemplos, o Aeroporto Internacional de Atlanta Hartsfield-Jackson, a expansão do metrô e o crescimento de inúmeros empreendimentos residenciais e comerciais no entorno da cidade. Porém é o Centennial Olympic Park um dos legados mais duradouros dos Jogos. Com uma área de 21 hectares, oferece lazer e entretenimento para moradores e turistas, além de revitalizar o centro da cidade.
Imediatamente após as Olimpíadas, o Centennial Olympic Stadium foi convertido em Turner Field, que passou a ser a casa do time de beisebol Atlanta Braves na temporada de 1997. Uma vez ocorrida a mudança do Braves, o Atlanta-Fulton County Stadium foi demolido e o lugar se tornou um parque de estacionamento para o Turner Field; o Omni Coliseum foi demolido nesse mesmo ano para abrir caminho para a Philips Arena, em seu lugar. Outro local olímpico demolido foi o Miami Orange Bowl, que em 2008 deu lugar ao novo estádio de beisebol do Florida Marlins.
Em 2006, em comemoração aos 10 anos dos Jogos, a cidade ganhou o Centennial Olympic Games Museum. O museu abriga uma das exposições mais significativas do esporte olímpico e da história dos Estados Unidos, e leva os visitantes ao longo da história do movimento olímpico - a partir do início dos Jogos Olímpicos na Grécia antiga a história do início dos Jogos Olímpicos modernos em 1896 aos 17 dias de Jogos Olímpicos do Centenário.